# Leptopterigynandrum austro-alpinum
Leptopterigynandrum austro-alpinum là một loài Rêu trong họ Thuidiaceae. Loài này được Müll. Hal. mô tả khoa học đầu tiên năm 1897.